# Каран-Кункас
Каран-Кункас (баш. Ҡаран-Ҡуңҡаҫ) — село в Миякинском районе Республики Башкортостан Российской Федерации. Административный центр Карановского сельсовета.

## География

### Географическое положение
Расстояние до:
- районного центра (Киргиз-Мияки): 41 км,
- ближайшей ж/д станции (Аксёново): 39 км.

## Население
| 2002 | 2009 | 2010 |
| ---- | ---- | ---- |
| 512  | ↘487 | ↘407 |

Национальный состав
Согласно переписи 2002 года, преобладающая национальность — башкиры (99 %).

## Религия
В селе есть мечеть.